# Гастероміцети

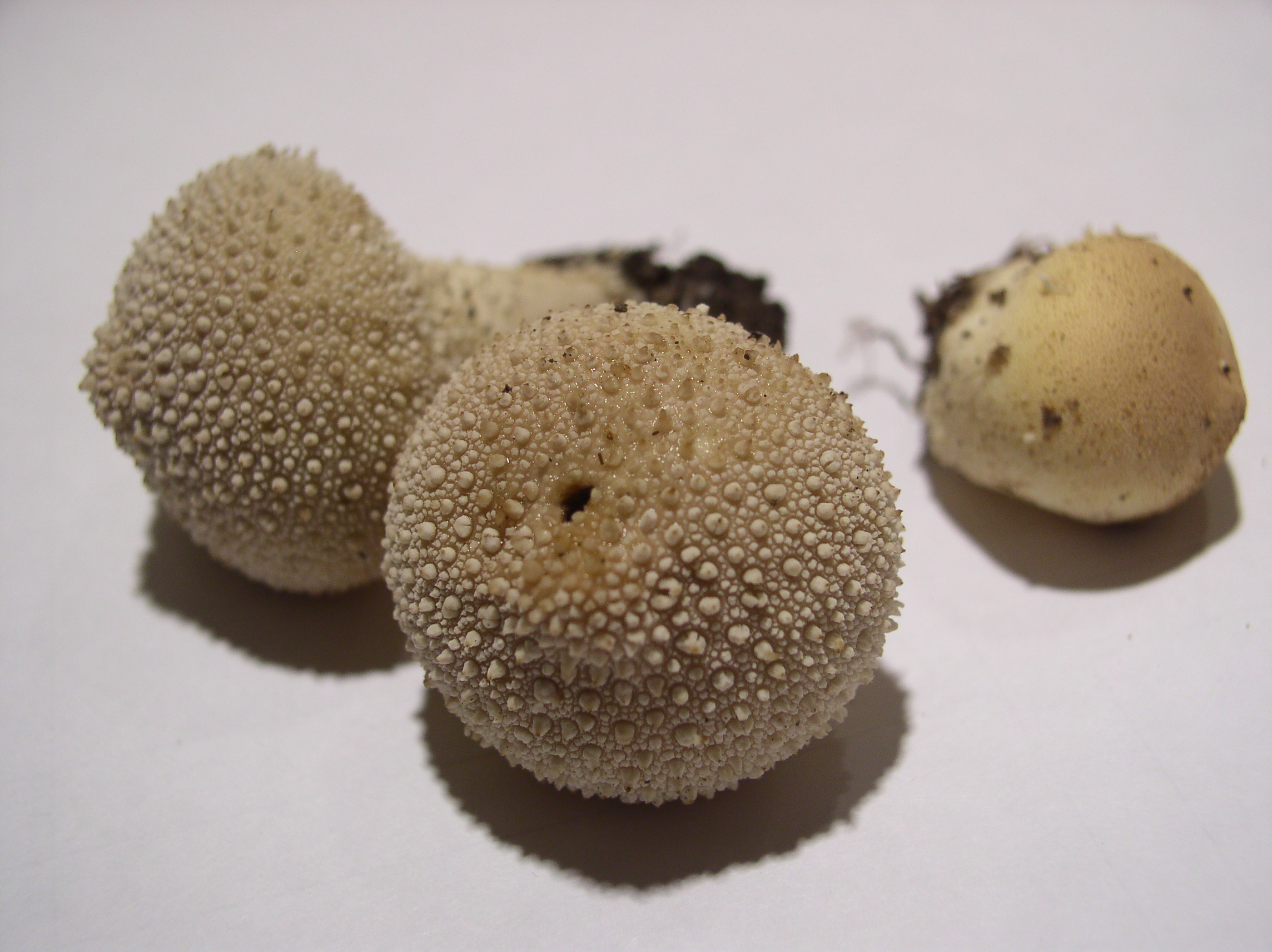

Гастероміцети (з грец. gaster – шлунок, живіт, лат. gastrum – опукла посудина, mykes – гриб) – базидієві гриби (Basidiomycota), плодові тіла яких залишаються закритими до повного дозрівання усіх базидіоспор; розповсюдження базидіоспор пасивне (статісмоспори). 
Виділяють дві екологічні групи гастероміцетів: сухоспорові (напр., дощовик, або лікопердон – Lycoperdon Pers., порхавка, або бовіста – Bovista Pers.) та слизистоспорові (напр., гриб-веселка – Phallus Junius L.). Перші виникли як адаптація до посушливих (ксерофітних) умов середовища, вони випаровують менше води й кількісно домінують у степах, напівпустелях, пустелях. Розповсюдження спор здійснюється вітром або краплями дощу. Другі домінують у теплих, але вологих умовах (вологі тропіки та субтропіки). Розповсюдження спор здійснюється комахами (Phallus, клатрус – Clathrus P. Micheli ex L.) або відстрілом ґлєби (сфероболус – Sphaerobolus Tode).